# Egid Joseph Karl von Fahnenberg

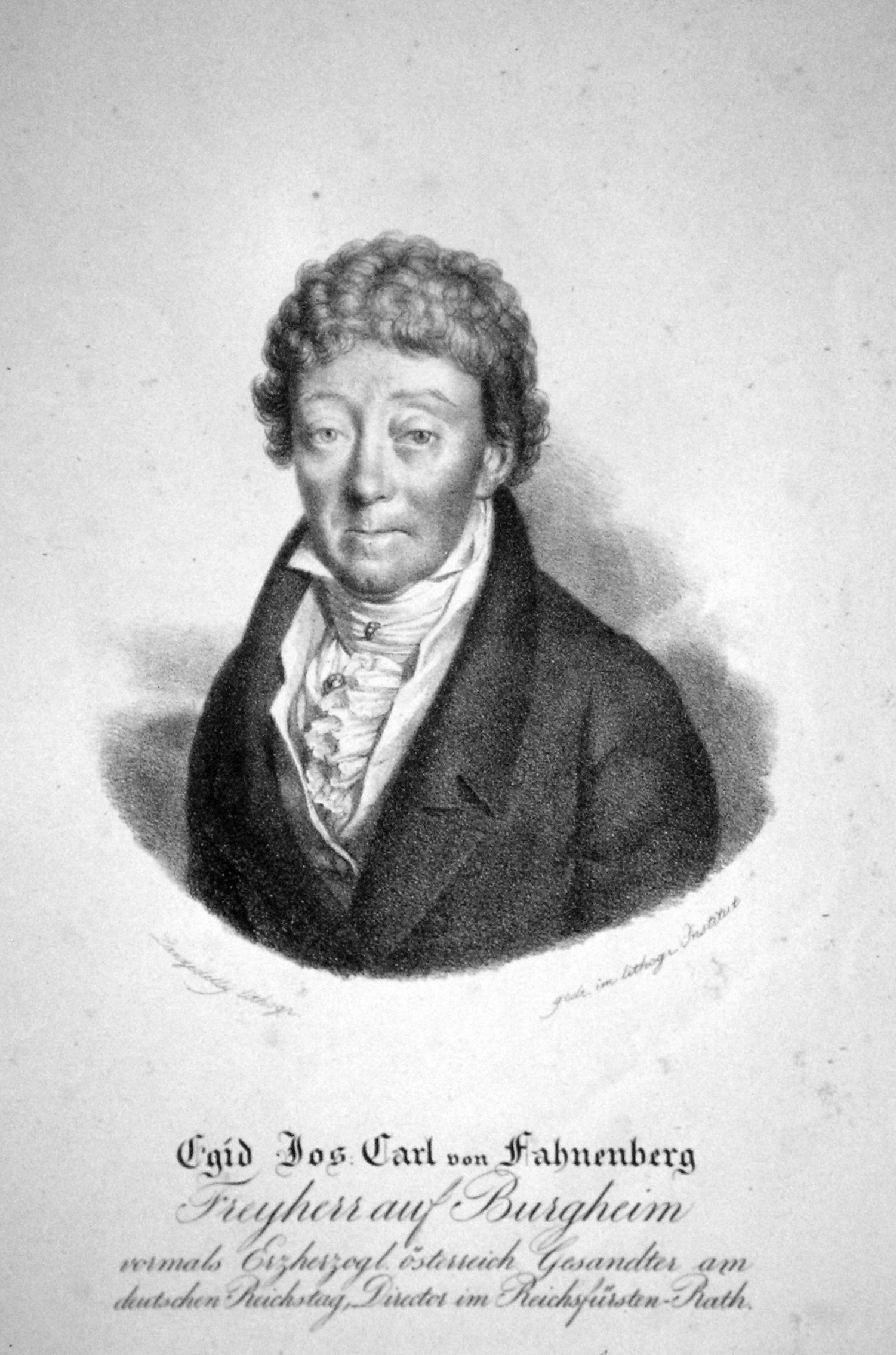
Egid Josef Karl Freiherr von Fahnenberg. Lithografie von Joseph Lanzedelli d. Ä., um 1820

Egid Joseph Karl Freiherr von Fahnenberg (* 9. Oktober 1749 in Mons, Grafschaft Hennegau, Österreichische Niederlande; † 8. Juni 1827 in Wien) war ein österreichischer Autor juristischer und geschichtlich-politischer Betrachtungen, Assessor am Reichskammergericht, Gesandter des österreichischen Kaisers und mehrerer Reichsfürsten im Reichstag und Reichsfürstenrat sowie Lehns- und Grundherr von Burkheim am Kaiserstuhl (Breisgau). 

## Leben

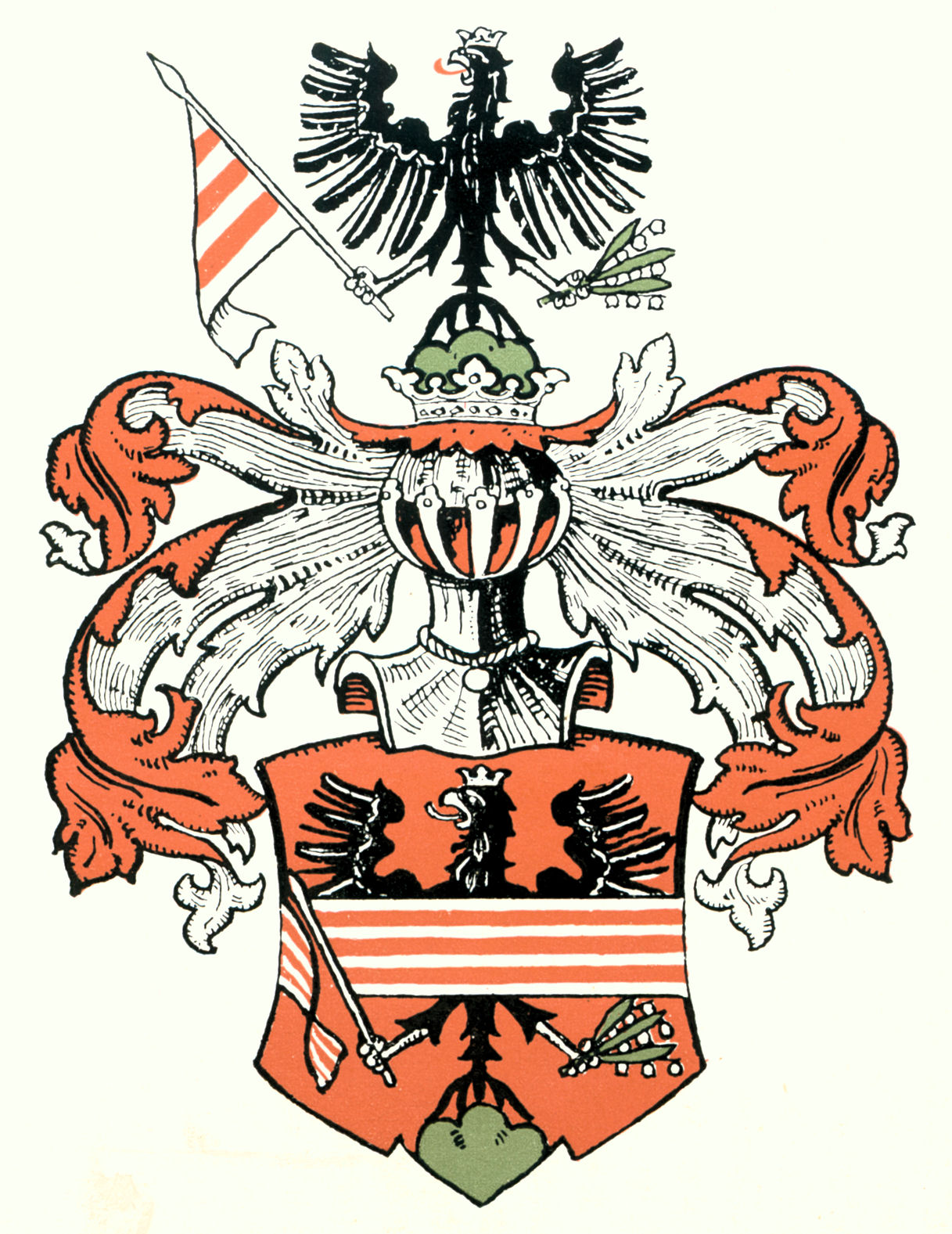
Fahnenbergsches Wappen

### Familie und Ausbildung
Fahnenberg wurde als einziges Kind der Eheleute Franz Xavier von Fahnenberg und Ursula von Borié geboren. Der Vater, ein Enkel des als „Retter von Freiburg“ in die Geschichte eingegangenen Franz Ferdinand Mayer von Fahnenberg, war ein Hauptmann des österreichischen Infanterie-Regiments Damnitz in der Garnison von Mons. Im Siebenjährigen Krieg wurde der Vater bei der Erstürmung der schlesischen Festung Schweidnitz verwundet und starb 1761 an den Folgen dieser Verwundung in Breslau. Die Mutter war eine Tochter des Reichskammergerichtsassessors Egid Johann Franz von Borié, die als Witwe vermutlich zu ihrer Familie nach Wetzlar, dem Sitz des Reichskammergerichts, zurückkehrte. Dort ging Fahnenberg auf das Jesuiten-Gymnasium. Nach dem Gymnasium, das ihm eine lebenslange Vorliebe für die Lektüre der römischen Klassiker in lateinischer Sprache einpflanzte, studierte er Philosophie und Rechtswissenschaft an den Universitäten in Würzburg und Heidelberg.
1777 heiratete er Karoline Sophie von Rueding, die ihm vier Söhne und zwei Töchter gebar. Der Erziehung der Kinder schenkte er – ein typischer Vertreter der Aufklärung und des Josefinismus – größte Aufmerksamkeit. Die Söhne, die er in Göttingen studieren ließ, mussten durch ihren Vater nicht nur eine detaillierte Planung der zu besuchenden Vorlesungen, sondern auch eine penible Abrechnung ihrer Studienkosten über sich ergehen lassen. Als dabei aufflog, dass der zweitälteste Sohn Egid Karl (* 7. Juli 1782) in Göttingen Spielschulden gemacht hatte, nahm ihn Fahnenberg von der Universität und schickte ihn auf eine forstliche Laufbahn, die seinen Sohn später in das Forstamt Tuttlingen und in den Rang eines württembergischen Kammerherrn führte. Der älteste Sohn Karl (* 16. Mai 1779; † 16. März 1840) wurde nach einer geradlinigen Karriere in Regierungsfunktionen des Großherzogtums Baden Oberpostdirektor und Leiter der Schuldentilgungskasse dieses Landes. Der badische Großherzog ernannte ihn zum Kammerherrn. Der dritte Sohn, Anton Maria (* 23. Mai 1783), schlug sich als Rittmeister in einem österreichischen Regiment. Als solcher nahm er an den Befreiungskriegen teil, wofür ihn Friedrich Wilhelm III. von Preußen mit dem Orden Pour le Mérite auszeichnete. Friedrich (1785–1833), der vierte Sohn, trat 1799 zunächst in kaiserlich-russische Dienste und avancierte zum Kanzleibeamten russischer Gesandter, 1809 in der Gesandtschaft in Stuttgart, 1810 in der Gesandtschaft in Kassel. 1813 wechselte Friedrich in die Dienste des badischen Großherzogs Karl, in dessen auswärtigem Dienst er 1815 Legationsrat und 1817 Gesandter in München wurde. 1828 wurde er zum Geheimen Rat ernannt.

### Berufliches und literarisches Schaffen
Nach einem Praktikum an einem Kammergericht im Jahr 1772 trat Fahnenberg 1773 in erzherzoglich-österreichische Dienste, wo er den Auftrag erhielt, in Regensburg unter der Aufsicht seines Onkels, des österreichischen Gesandten und Geheimen Rats Egid Valentin Felix Freiherr von Borié , ein Repertorium über die Münsterisch-Westphälische Friedensverhandlung zu verfassen. 1775 wurde Fahnenberg Regierungsrat bei der vorderösterreichischen Regierung und Kammer in Freiburg im Breisgau. 1776 erhielt der eine Präsentation ans Reichskammergericht, wo er nach einer Proberelation im Oktober 1777 am 13. November 1777 „pro receptibili“ erklärt wurde. Am 1. Juni 1782 legte er als Assessor beim Reichskammergericht in Wetzlar seinen Diensteid ab. Als Richter fertigte er verfassungsrechtliche Ausarbeitungen für das neben dem Reichshofrat höchste Gericht des Heiligen Römischen Reichs. Während der Zeit von 1790 bis 1796 trat er dort auch durch die Veröffentlichung von sechs gedruckten Schriften in Erscheinung.
Am 27. August 1795 wurde er – wie vor ihm schon sein Onkel Egid Valentin Felix von Borié – kaiserlich-königlicher erzherzoglich-österreichischer Direktorialgesandter am Reichstag und im Reichsfürstenrat in Regensburg. Bis 1806 vertrat er dort nicht nur Franz II. als Kaiser und Reichsfürsten, sondern zuletzt auch den Herzog Prosper Ludwig von Arenberg-Meppen sowie die Fürsten Johann I. Josef von Liechtenstein und Konstantin zu Salm-Salm, einen der beiden Landesherrn des Fürstentums Salm. In diesen Ämtern gehörte er zu den Spitzenfunktionären des Regensburger Parketts. Trotz seiner profunden Kenntnisse der Reichspublizistik, der Geschichte und des Staatsrechts des Alten Reichs galt er als rechthaberisch und unverträglich. Den Schwerpunkt seiner diplomatischen Arbeit bildeten reichsinterne und internationale Auseinandersetzungen während der Koalitionskriege und um den Reichsdeputationshauptschluss. Innerhalb der österreichischen Diplomatie galt er als ergebener Vertreter der Auffassungen der Staatskanzlei und des Außenministers Johann Amadeus Franz von Thugut, mit dessen Scheitern Ende 1800 er ebenfalls an Einfluss verlor, und als Kontrahent des Prinzipalkommissars Johann Aloys Josef von Hügel, dem nach ihm die Aufgabe der Koordination der österreichischen Gesandten zufiel. Auch der kurbrandenburgische Gesandte Johann Eustach von Görtz hatte eine Aversion gegen Fahnenberg. Zu seinen bedeutenden Widersachern zählte ferner der kurbraunschweigische Komitialgesandte Dietrich Heinrich Ludwig von Ompteda, den Fahnenberg als den „geistigen Führer der antikaiserlichen Partei“ bezeichnete.
Die Reichsfürsten, die Fahnenberg vertrat, sorgten im Sommer 1806 durch ihre Lossagung vom Heiligen Römischen Reich und durch ihren Eintritt in den Rheinbund dafür, dass Fahnenbergs Funktion als Gesandter in Regensburg obsolet wurde. Wie andere Regensburger Gesandte nahm er die entsprechende Note Napoleons, die ihnen der französische Geschäftsträger Théobald Bacher am 1. August 1806 eröffnete, mit Fassungslosigkeit, Bestürzung und abgrundtiefem Entsetzen entgegen. Die Erklärung enthielt auch die Mitteilung, dass Frankreich und die Rheinbundfürsten die Verfassung des Heiligen Römischen Reiches nicht mehr anerkennen wollten. Diese Ereignisse führten wenige Tage später dazu, dass Franz II. die Reichskrone niederlegte. Die Abdankungsnote Franz’ II. hatte Fahnenberg dem Reichstag und dem französischen Geschäftsträger zu überbringen. Damit galten das Alte Reich und seine Institutionen, die über Jahrhunderte bestanden hatten, als erloschen. Fahnenberg, dem so nicht nur sein Weltbild zerbrach, sondern auch die berufliche Grundlage entzogen wurde, blieb schließlich nichts übrig, als sich ins Privatleben zurückzuziehen. In einem Bericht vom 1. September 1806 schrieb er: „Schmerzlich ist es für jeden Deutschen, die altehrwürdige vaterländische Constitution aufgehoben zu sehen, ohne daß an ihre Stelle eine neue, dem Geist der Nation angemessene und die deutsche Freiheit sichernde Staatsverfassung zur allseitigen Zufriedenheit eingeführt wäre.“ Seine letzte Schrift, die er auf Verlangen Metternichs 1824 nur anonym veröffentlichen konnte, erschien unter dem Titel Die Verdienste der österreichischen Kaiser um Deutschland und sagte voraus, dass der Deutsche Bund in einem kriegerischen Konflikt zwischen Österreich und Preußen zerfallen werde.

### Sonstiges
Zeit seines Lebens litt Fahnenberg trotz beträchtlicher Einnahmen unter Geldnöten. Auf der Suche nach neuen Geldquellen verfolgte er 1781 bzw. 1802 erfolglos den Gedanken, Friedrich Eugen bzw. Friedrich, den Herzögen von Württemberg, die reichsunmittelbare Burg Sponeck abzukaufen, um dort anschließend Juden gegen die Zahlung von Schutzgeldern aufzunehmen. 1805 ließ er Wohnsitz und Verwaltung seiner Herrschaft Burkheim, gegen deren abgabenpflichtige Bewohner er sich in verschiedenen Verfahren über unterbliebene Zahlungen im Streit befand, nach Oberrotweil verlegen. 1807 wurde seine Grundherrschaft dem badischen Oberamt Breisach unterstellt. Das verbleibende grundherrlich fahnenbergische Amt wurde mit dem benachbarten girardischen Amt in Sasbach vereinigt. Seine Enttäuschung, dass nach der Franzosenzeit sein Herrschaftsgebiet durch das Resultat des Wiener Kongresses nicht an Vorderösterreich zurückfiel, sondern beim Großherzogtum Baden verblieb, überlagerte sich mit der Trauer um seine Frau, die 1815 starb. Nachdem Fahnenberg 1813 die Verwaltung seiner Grundherrschaft dem ältesten Sohn Karl übertragen hatte, wurde es nach 1815 still um ihn. Zu einer Erkrankung an der Gicht trat ein Nervenleiden, das 1826 dazu führte, dass er das Haus nicht mehr verlassen konnte. Unter der Pflege seiner Tochter Therese starb er 1827 in Wien.

## Schriften
- Repertorium über die Münsterisch-Westphälische Friedensverhandlung, 1775
- Entwurf einer Geschichte des kaiserlichen und Reichs-Kammergerichts unter den Hohen Reichs-Vikarien, 1. Band: Lemgo 1790 (Google Books), gewidmet Egid Valentin Felix von Borié, dem Onkel und Förderer des Autors; 2. Band: Wetzlar 1795
- Entwurf einer Geschichte des Kaiserlichen und Reichskammergerichts unter den hohen Reichsvikarien. Band 1. Lemgo 1792 (eingeschränkte Vorschau in der Google-Buchsuche).
- Schicksale des Reichskammergerichts vorzüglich im Kriege. Band 1. Wetzlar 1793 (eingeschränkte Vorschau in der Google-Buchsuche).
- Litteratur des kaiserlichen Reichskammergerichts. Band 1. Wetzlar 1792 (digitale-sammlungen.de).
- Lebensgeschichte des Erzherzoglich Oesterreichischen Reichstagsgesandten Egid Valentin Felix Reichsfreyherrn von Borie, Wetzlar 1795
- Über die völlige Exemtion des Erzherzoglichen Hauses Österreich von der Gerichtsbarkeit des Reichs-Kammer-Gerichts, Wien 1796
- Privatgedanken über den preiswürdigen Entschluß des K. R. Kammergerichts vom 5ten d. Monaths, der nahen Gefahr des feindlichen Überfalls ungeachtet, standhaft auf seinem erhabenen Posten auszuharren, Regensburg 1796
- Die Verdienste der österreichischen Kaiser um Deutschland, 1824 anonym veröffentlicht